# Piaski Wodzisławskie
Piaski Wodzisławskie – część Wodzisławia w województwie świętokrzyskim, w powiecie jędrzejowskim, w gminie Wodzisław.